# Braç Napoleó De Pauw
El Braç Napoleó de Pauw o en neerlandès Vertakking Napoleon de Pauw és un canal navegable que enllaça el Leie amb l'Handelsdok a Gant a Bèlgica. Amb els seus 391 metres és un dels canals més curts de tot el país.
El canal va excavar-se segons plànols del tinent del batlle, Napoleó de Pauw (1800-1859) entre 1827 i 1829. El canal tenia dos ponts mòbils i una resclosa, avui desapareguts. Es va aprofitar del fossat septentrional de l'antic Spanjaardenkasteel (Castell dels Espanyols) construït sota l'imperi de Carles V al lloc de l'abadia de Bavó. El seu paper per a la navegació comercial és limitat. Té un calat de 2,30 m, amb una llargada màxima de 50 m i una amplada de 6,60 m. Quan els nivells de l'Handelsdok i el Leie van ser igualats, la resclosa va ser condemnada.

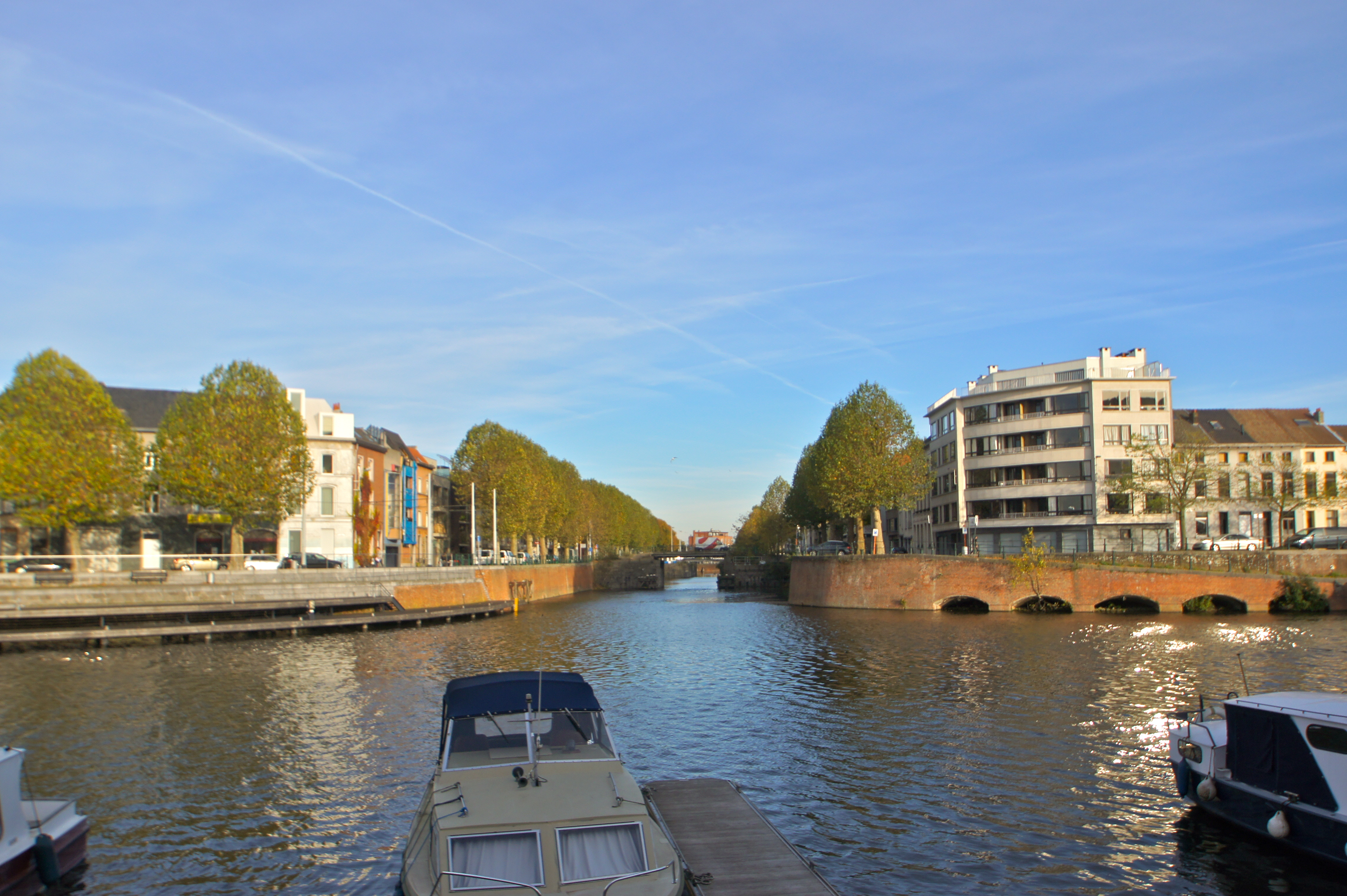
Enllaç amb el Leie (primer pla)
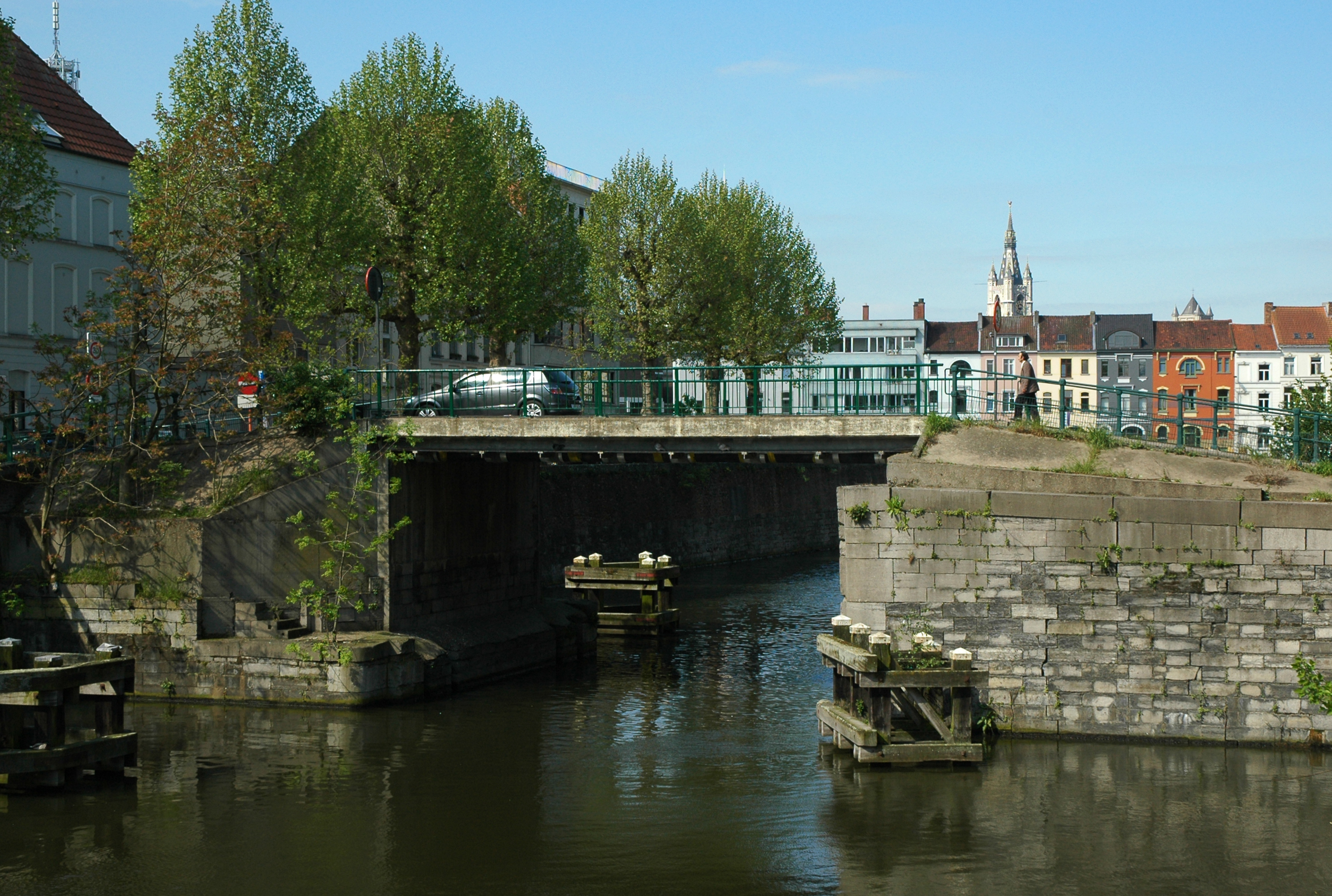
El pont Napoleó de Pauw
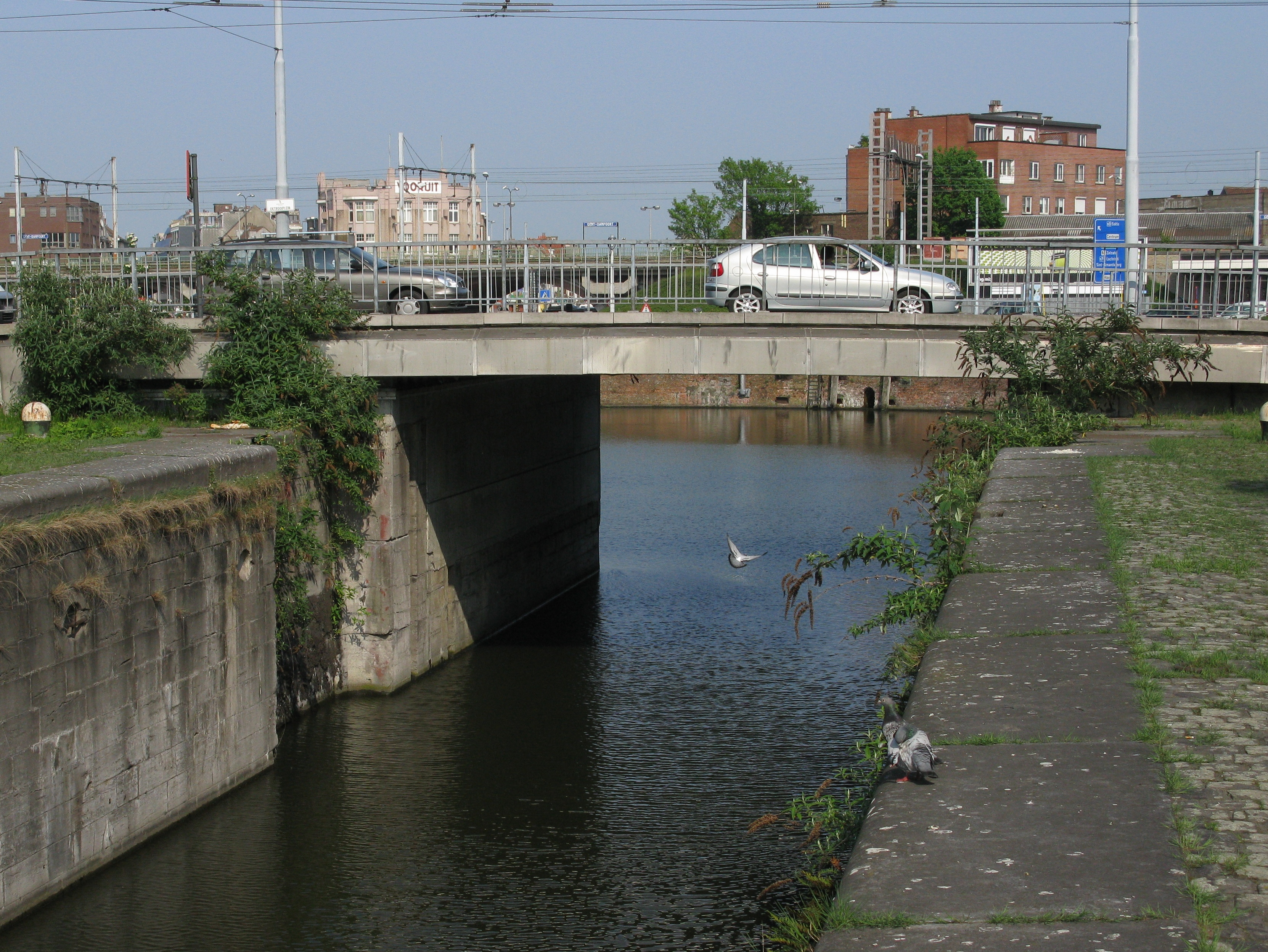
El pont de la Patent (Octrooibrug)
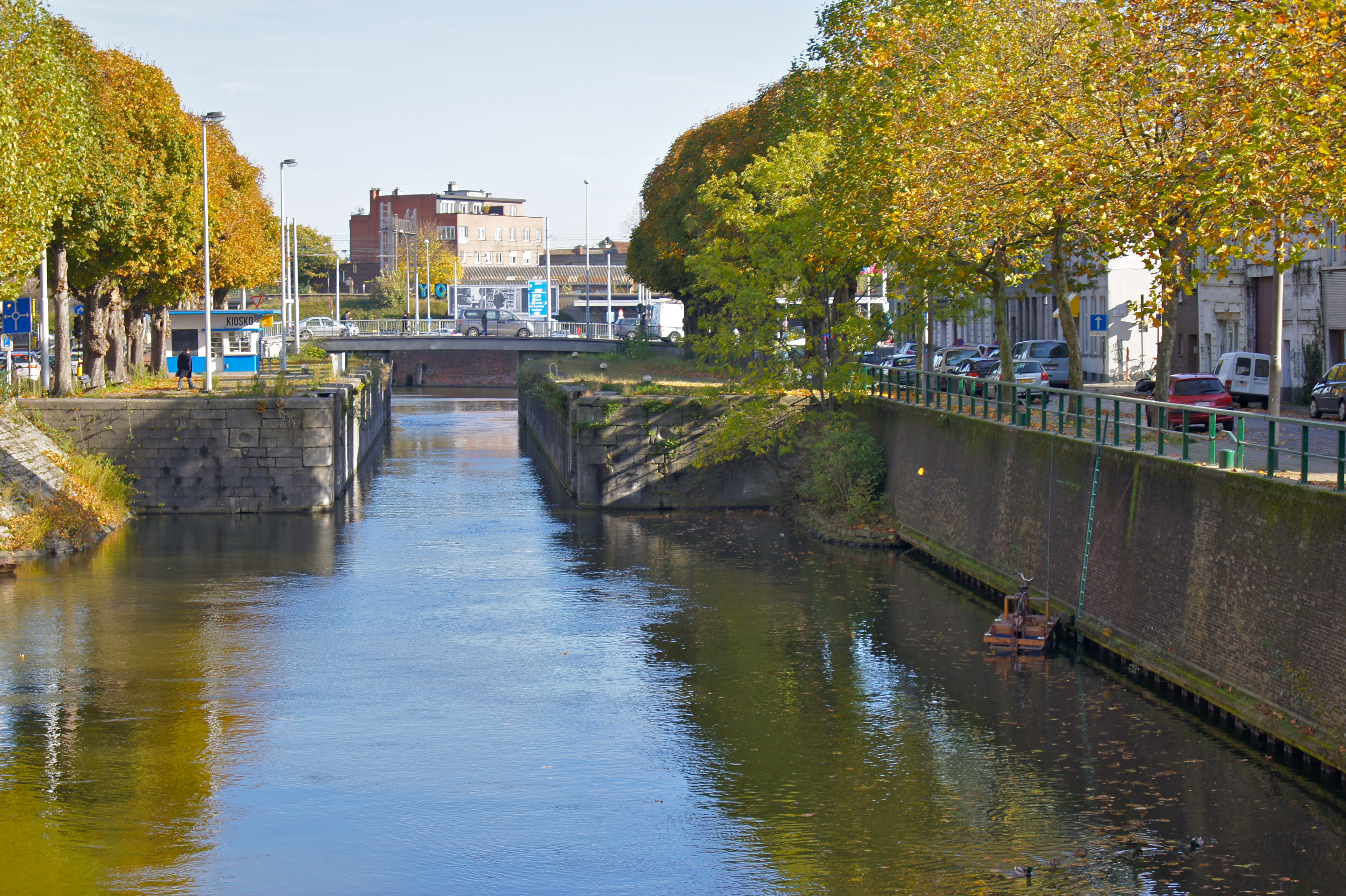
L'antiga resclosa
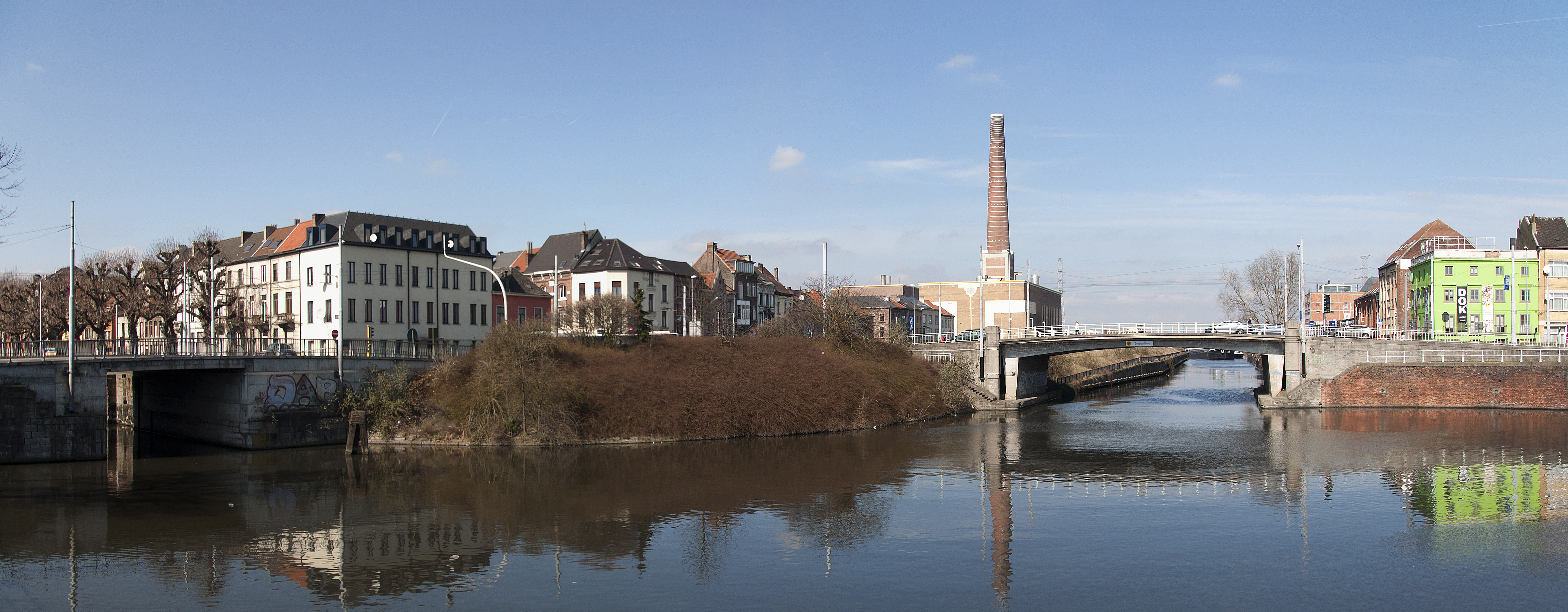
Desembocadura a l'Handelsdok